# Theodore Earl Butler
Theodore Earl Butler (1861–1936) fue un pintor impresionista estadounidense. Nació en Columbus, Ohio, y se trasladó a París para estudiar arte. Fue amigo de Claude Monet en Giverny, y se casó con su hijastra, Suzanne Hoschedé. Después de su muerte se casó con la hermana de la difunta, Marthe Hoschedé. Butler fue miembro fundador de la Sociedad de Artistas Independientes.
Butler escogió plasmar escenas domésticas de familiares y amigos y el paisaje francés. Aunque su enfoque impresionista a veces refleja la influencia de su suegro, su trabajo también sugiere tendencias postimpresionistas.

## Biografía
Butler estudió en el Marietta College en Ohio y se graduó en 1882. Estudió en la Liga de estudiantes de arte de Nueva York con James Carroll Beckwith, Kenyon Cox y J. Alden Weir, y con William Merritt Chase de 1884 a 1886. Una de las primeras pinturas de Butler es una copia del Menipo de Diego Velázquez (1639–1641), Standing bearded man, 1885. Butler se mudó a estudiar en París.
Allí se matriculó en La Grande-Chaumière, la Académie Colarossi y en la Academia Julian. Estudió con Carolus-Duran. Carolus había abierto un estudio de arte en 1873 en el Bulevar Montparnasse, llamado el "81". Carolus, también conocido por dar clases particulares gratuitas a algunos pintores, presentó a su alumnado el trabajo de Claude Monet. Monet se había instalado en Giverny el 29 de abril de 1883. Butler permaneció algún tiempo en el mismo edificio que Carolus, y ganó una mención de honor en el Salón de París de 1888 con una pintura titulada "La Veuve" (La viuda).

### Butler en Giverny
Butler firmó en el registro con el número 11 en el Hotel Baudy en 1888 (20 de mayo - septiembre de 1888), junto con Theodore Wendel, otro ciudadano de Ohio que también estudiaba en la Academia Julian. Butler se hospedó otra vez en el Hotel Baudy de octubre de 1891 al 21 de julio de 1892. Además de él, otros pintores estadounidenses que pasaron temporadas en Giverny fueron John Leslie Breck, Frederick Carl Frieseke, Edmund Greacen, Philip Leslie Hale, Willard Metcalf, Lilla Cabot Perry, Theodore Robinson y Guy Rose. El 3 de julio Butler y Robinson cenaron en la casa de Monet.
Angelina y Lucien Baudy abrieron el Hotel Baudy en junio de 1887. El hotel se convirtió en el centro de la colonia de pintores expatriados estadounidenses. En él, los artistas podían comprar telas de Lefevre Foinet y se servía comida estadounidense para celebrar el día de Acción de Gracias. El pueblo empezó a atraer mucha atención. Según las historiadoras del Terra Museum Katherine M. Bourguignon y Vanessa Lecomte, hasta 350 pintores de dieciocho países pintaron en Giverny.
Una exposición de los artistas extranjeros que incluyó a Butler, Meteyard, Fox, Dice, Stasburg y Dawson Watson fue organizada del 31 de enero de 1892 a febrero de 1892.

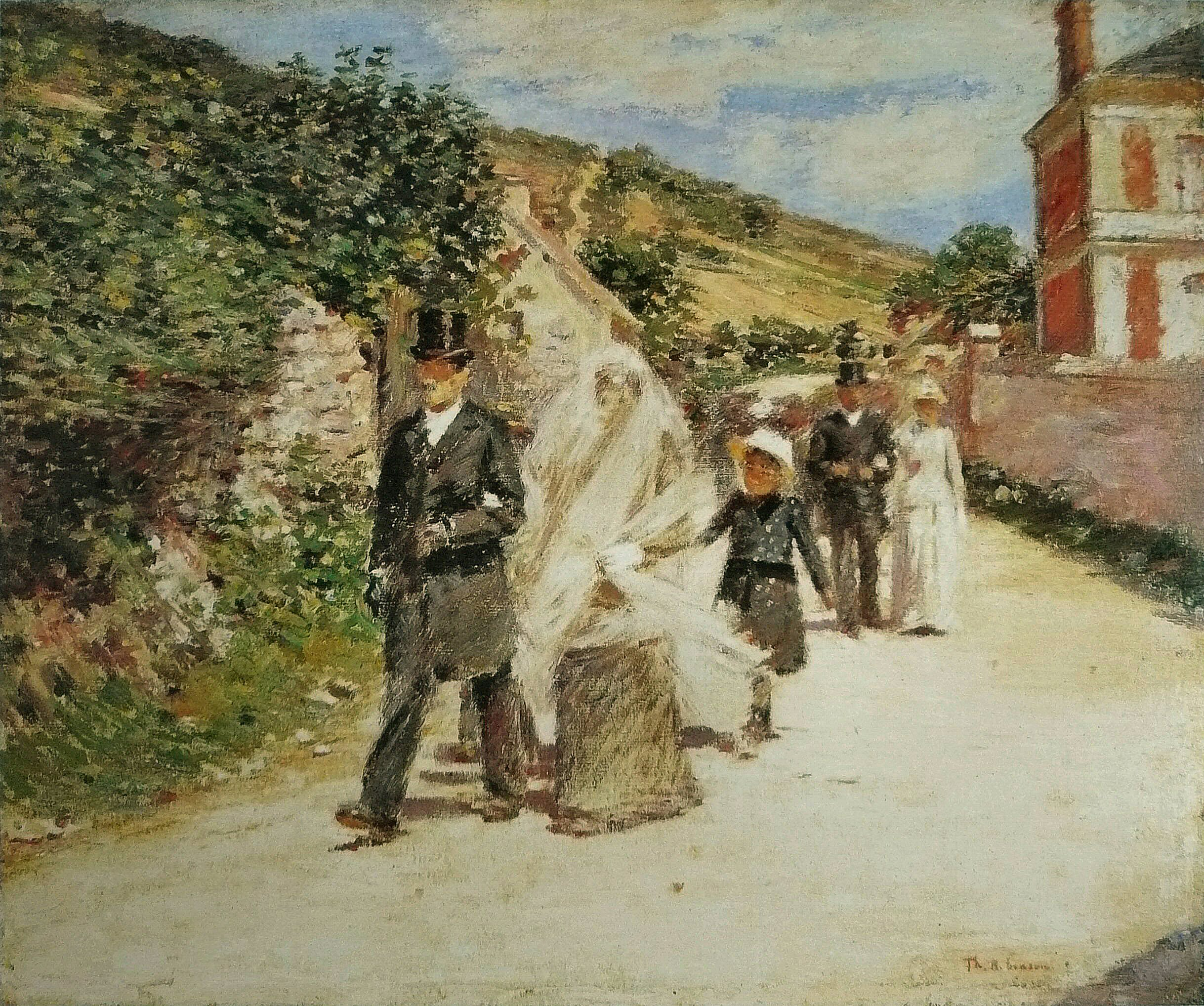
Theodore Robinson, La marcha nupcial, 1892. La procesión de boda de Suzanne Hoschedé y Theodore Earl Butler.

Después de convertirse en amigo íntimo de Claude Monet, Butler se casó con la hijastra del pintor, Suzanne Hoschedé en 1892.
Suzanne es conocida como La mujer con sombrilla y era la modelo favorita de Claude Monet. El acontecimiento aparece descrito por Theodore Robinson en su diario como sigue:
"Un día grande - El matrimonio de Butler y Mlle. Suzanne. Todo el mundo casi en la iglesia - los campesinos - muchos casi irreconocibles. Picard muy bien, la fiesta de boda en traje de gala – ceremonia primero en el mairie [ayuntamiento] - después en la iglesia. Monet entra primero con Suzanne, luego con Butler y Mme. H [ Alice Hoschedé ]. Sentimiento considerable por parte de los padres - un almuerzo en el taller– que duró la mayor parte de la tarde. Duchas frecuentes, champán y alegría - … la cena y la noche con los Monet - la novia y el novio salieron a las 7:30 para el tren de París."
Theodore Robinson también inmortalizó el evento en un cuadro titulado La marcha nupcial. Butler se convirtió en un enlace clave entre la colonia estadounidense y Claude Monet. La familia Butler organizaba muchas cenas, como una celebrada el 25 de octubre de 1892 con Robinson, Hale, Hart y Marthe Hoschedé. "Estoy haciendo grandes preparaciones culinarias para el invierno." Butler decidió comprar un huerto y construir una casa nueva. "Nosotros, Suzanne y Jimmy y yo deseamos que estuvieras aquí, nos gustaría verte de primera categoría. He estado trabajando un poco, aproximadamente la mitad de lo que debería - quizás menos - estamos construyendo una casa detrás de Peggy, en esa pequeña huerta que debes recordar. Dicha casa será una maravilla de elegancia y gusto - Quizás la veas el año que viene."

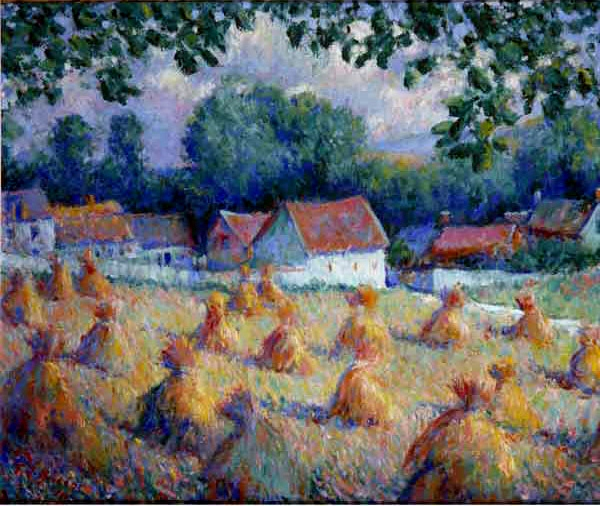
Theodore Earl Butler, Pajares, 1899.

Butler participó en la creación y publicación de la revista Courier Innocent. Creó la portada e ilustró muchas páginas. Butler pintó una serie de retratos de su propia familia: su hijo Jimmy Butler nació en 1893, y su hija Lilly Butler en 1894. Estas pinturas incluyen El baño, Después del baño, y Jugando con Jimmy. Butler desarrolló su estilo impresionista propio con tonos ligeros y pinceladas sueltas, reminiscencia de los trabajos hechos por Édouard Vuillard y Pierre Bonnard. Desde su jardín pintó paisajes mostrando la iglesia de Giverny, las Demoiselles (pequeños pajares) y las pilas de grano.
Después de una enfermedad persistente, Suzanne Hoschede murió en 1899. Después de ello, la mayoría de las pinturas de Butler serán paisajes. Marthe Hoschede, la hermana menor de Suzanne, ayudó a Butler a criar a Jimmy y Lilly. En 1899 Theodore Earl Butler decidió volver a los Estados Unidos. Una carta de Henry Prellwitz a Philip Leslie Hale indica que Hart le dijo que Butler embarcaría el 16 de septiembre en La Touraine.
"Querido Phil- Vas a ir a Nueva York a conocer a Hart y Butler? Recuerdo haber oído la primavera pasada algo sobre ello - En una carta recién recibida de Hart dice que navegan el 16 en "La Touraine" y deberían llegar a Nueva York el domingo 24. Posiblemente el sábado p.m. aunque lo dudo. Voy a ir a la ciudad el sábado para conocerles."
Butler exhibió obras en 1900, en la galería de Paul Durand-Ruel en Nueva York. 
Después de seis meses, estaba de vuelta en Giverny. Se casó con Marthe Hoschedé, la hermana de Suzanne, a finales de 1900.
La familia Butler y la familia Rose, Ethel y Guy Rose, alquilaron casas de verano en Veules les Roses. Butler era también un amigo cercano de Philip Hale, John Singer Sargent, y Maximilien Luce.

## Butler en los EE.UU. (1913-1921)

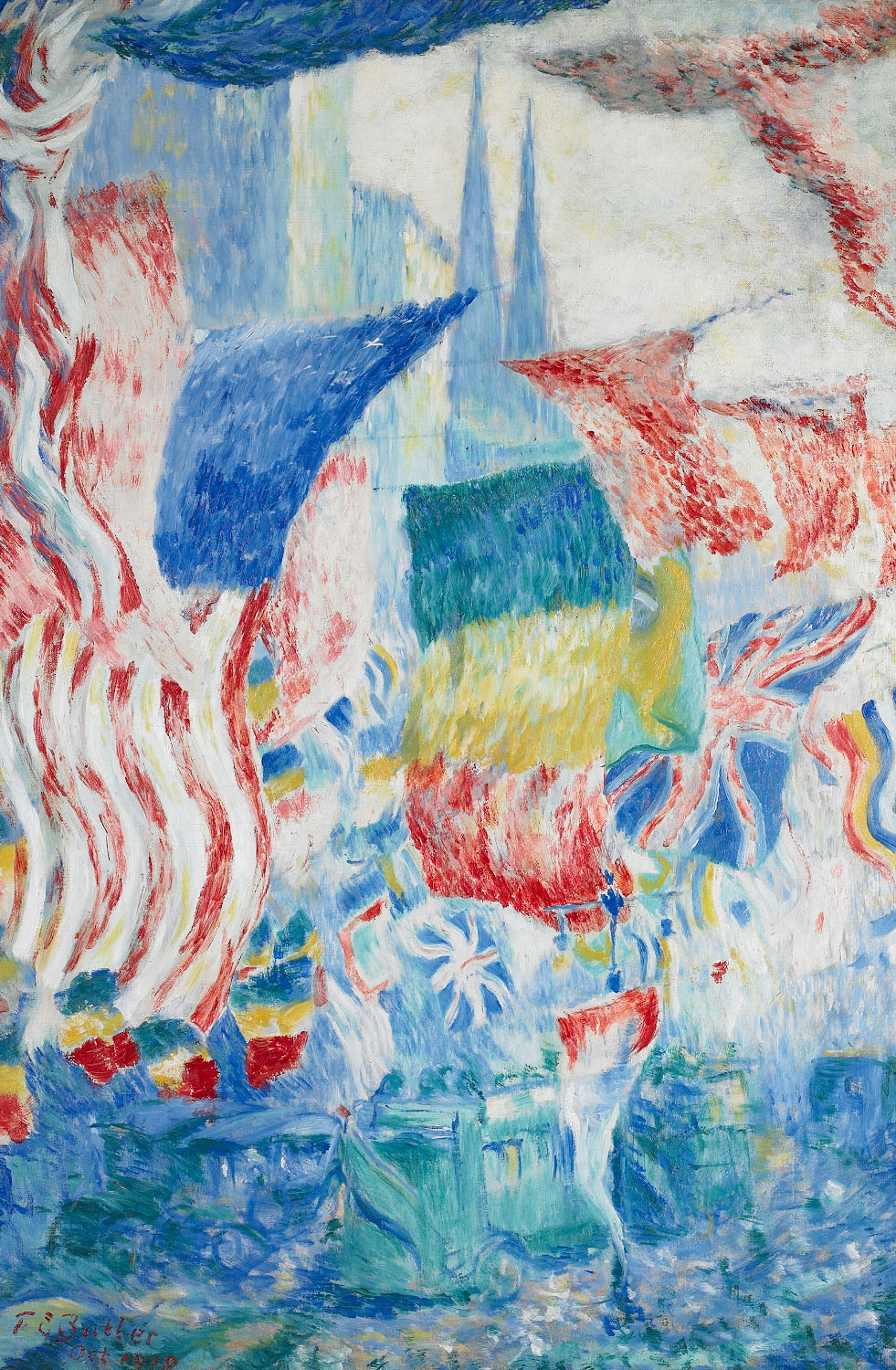
Theodore Earl Butler, Banderas (1918), describe una exhibición de banderas de las fuerzas Aliadas en la Quinta Avenida en la ciudad de Nueva York. Birmingham Museum of Art. Birmingham, Alabama, EE. UU.

En 1914, la familia Butler se mudó a Nueva York cuando Butler consiguió una comisión para pintar paneles murales para la casa de William Paine. Contribuyó con dos pinturas al Armory Show en Nueva York, y el 14 de julio, en París. Fundó con su amigo, John Sloan, la Sociedad de Artistas Independientes y sirvió en su junta directiva de 1918 a 1921. El estallido de la Primera Guerra Mundial impidió a Butler regresar a Giverny hasta 1921.
Mientras tanto, se implicó en la Cruz Roja Americana y recaudó fondos con su esposa Marthe Hoschedé. Marcó la ocasión con una pintura titulada "Todos juntos".

## Trabajo
Durante el tiempo de su primer matrimonio y el nacimiento de sus hijos, Butler se concentró especialmente en escenas domésticas, pintadas en el interior o en su jardín. La influencia de Monet entre los pintores expatriados estadounidenses en Giverny fue importante, y una semejanza entre la paleta de Butler y la de Monet se aprecia en sus obras de los años 1890. Igualmente, las calidades de la pincelada de Butler le alinean con el trabajo de Paul Gauguin y los Nabis. En su trabajo posterior Butler experimentó con los principios de los fauvistas, pintando paisajes en Giverny y en la costa de Normandía, a veces aplicando el color directamente del tubo con fines decorativos.

### Familia
Theodore Earl Butler era hijo de Courtland Philip Livingston Butler (1813-1891) y Elizabeth Slade Pierce (1822-1901). Su hijo, James Butler, fue también pintor, y como nietastro de Claude Monet, fue uno de los únicamente cuatro pintores en pintar en el jardín de Monet en Giverny. Su hermana Mary Elizabeth Sheldon, de soltera Butler (1849-1897), es la bisabuela del presidente de los Estados Unidos George H. W. Bush y tatarabuela del presidente de los Estados Unidos George W. Bush.